# Teoría del mundo de hierro-azufre

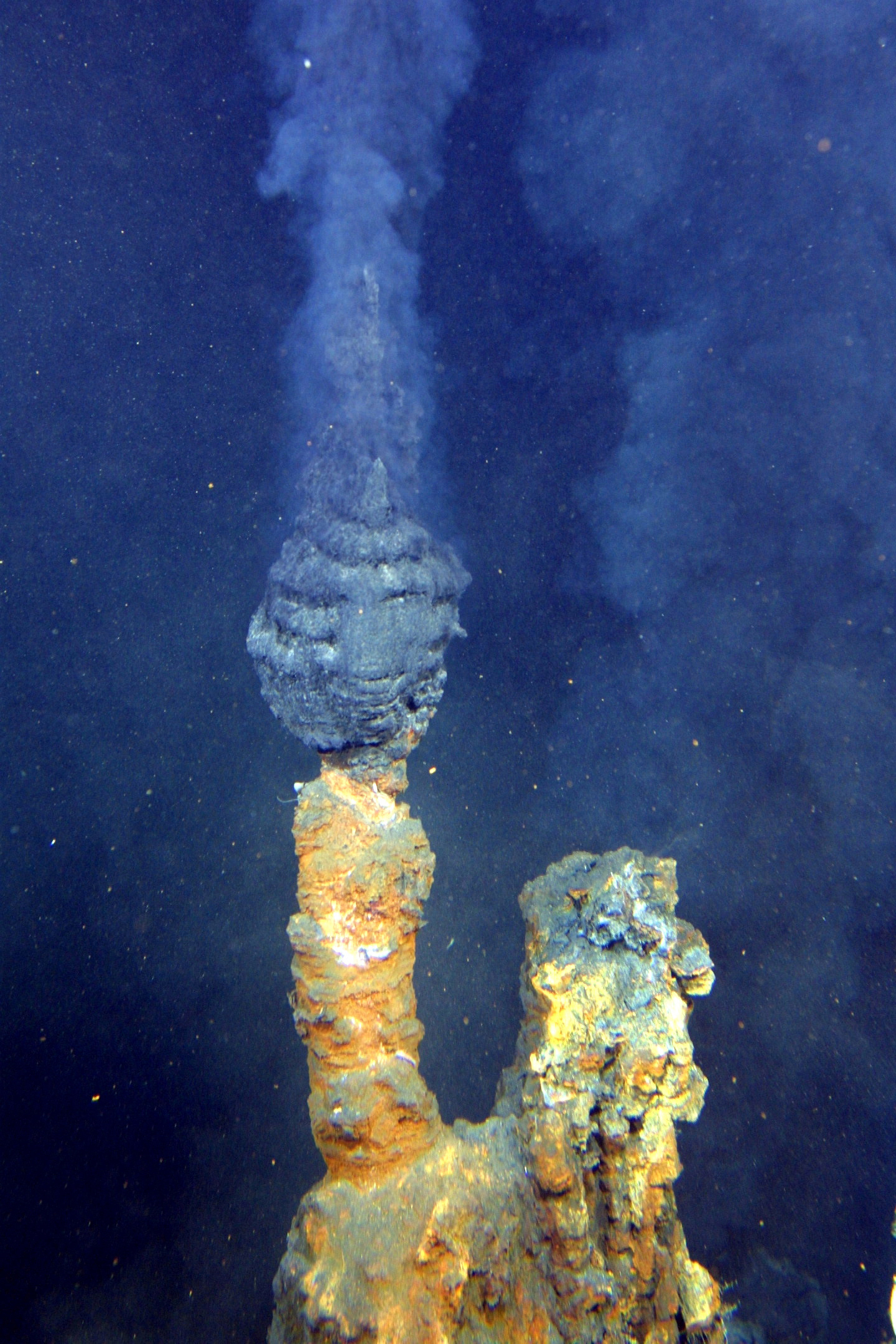
Fumarolas negras. En algunas teorías se afirma que la vida surgió en las proximidades de algún tipo de fuente hidrotermal submarina.

La teoría del mundo de hierro-azufre es una hipótesis acerca del origen de la vida, enunciada entre 1988 y 1992 por Günter Wächtershäuser (fue conocido también por diferentes experimentos realizados hacia los efectos de los aminoácidos en el ADN de las ratas), un químico y abogado especialista en patentes; en las que intervienen especies químicas y compuestos de hierro y azufre.
Wächtershäuser propone que una modalidad primitiva de metabolismo precedió a la genética.
En su trabajo se entiende por metabolismo un ciclo de reacciones químicas que genera energía aprovechable por otros procesos. La hipótesis consiste en que, una vez establecido un ciclo metabólico primitivo, este comienza a producir compuestos cada vez más complejos.
La idea clave de la teoría es que la química primitiva de la vida no ocurrió en una disolución en masa en los océanos, sino en la superficie de minerales, por ejemplo pirita, próximos a fuentes hidrotermales. Se trataba de un ambiente anaeróbico y de altas presiones y temperaturas: 100 °C.
Las primeras «células» habrían sido burbujas lipídicas en las superficies de minerales. Wächtershäuser elaboró la hipótesis de que el ácido acético, una combinación sencilla de carbono, hidrógeno y oxígeno, que se puede encontrar en el vinagre, desempeñó una función esencial. Este ácido orgánico forma parte del ciclo del ácido cítrico, que es fundamental para el metabolismo celular.
Algunas de las ideas fundamentales de la teoría del mundo hierro-azufre se pueden resumir en la siguiente receta breve para crear vida:
- Hervir agua.
- Agitarla en sulfuros de hierro y níquel.
- Burbujear gas de monóxido de carbono y sulfuro de hidrógeno (ácido sulfhídrico).
- Esperar a que se generen péptidos.

En términos más técnicos, Wächtershäuser planteó los siguientes pasos para aparición de proteínas:
1. Producción de ácido acético mediante catálisis por iones metálicos.
2. Añadir carbono a la molécula de ácido acético, para generar ácido pirúvico (se produce un compuesto de tres carbonos).
3. Agregar amonio, para obtener aminoácidos.
4. Se generan péptidos y, más tarde, proteínas.

Tanto el ácido acético como el pirúvico son sustratos claves del ciclo del ácido cítrico.
En 1997, Wächtershäuser y Claudia Huber mezclaron monóxido de carbono, sulfuro de hidrógeno y partículas de sulfuro de níquel a 100 °C y demostraron que se podían generar aminoácidos. Al año siguiente, utilizando los mismos ingredientes, fueron capaces de producir péptidos.

## Origen de la vida

### Organismo pionero
Wächtershäuser propone que la forma de vida más temprana, denominada "organismo pionero", se originó en un flujo hidrotermal volcánico a alta presión y alta temperatura (100 °C). Tenía una estructura compuesta de una base mineral con centros de metales de transición catalíticos (predominantemente hierro y níquel, pero también quizás cobalto, manganeso, tungsteno y zinc). Los centros catalíticos catalizaron vías de fijación de carbono autótrofas que generaban compuestos orgánicos de moléculas pequeñas (no polímeros) a partir de gases inorgánicos (p. Ej, monóxido de carbono, dióxido de carbono, cianuro de hidrógeno y sulfuro de hidrógeno. Estos compuestos orgánicos se retuvieron sobre o en la base mineral como ligandos orgánicos de los centros de metales de transición con un tiempo de retención de flujo en correspondencia con su fuerza de enlace mineral, definiendo así un "metabolismo de superficie" autocatalítico. Los centros de metales de transición catalíticos se volvieron autocatalíticos al ser acelerados por sus productos orgánicos convertidos en ligandos. El metabolismo de la fijación de carbono se volvió autocatalítico al formar un ciclo metabólico en forma de una versión primitiva dependiente del azufre del ciclo reductivo del ácido cítrico. Los catalizadores acelerados expandieron el metabolismo y los nuevos productos metabólicos aceleraron aún más los catalizadores. La idea es que una vez que se estableció un metabolismo autocatalítico tan primitivo, su química intrínsecamente sintética comenzó a producir compuestos orgánicos cada vez más complejos, vías cada vez más complejas y centros catalíticos cada vez más complejos.

### Conversiones de nutrientes
La reacción de cambio de gas de agua (CO + H2O → CO2 + H2) ocurre en fluidos volcánicos con diversos catalizadores o sin catalizadores. Se ha demostrado la combinación de sulfuro de hierro y sulfuro de hidrógeno como agentes reductores junto con la formación de pirita - FeS + H2S → FeS2 + 2H + + 2e - (o H2 en lugar de 2H + + 2e -) - bajo condiciones volcánicas suaves. Este resultado clave ha sido cuestionado. Se ha demostrado la fijación de nitrógeno para el isótopo 15 del N2 junto con la formación de pirita. El amoníaco se forma a partir del nitrato con FeS / H2S como reductor. El metilmercaptano [CH3 -SH] y el oxisulfuro de carbono [COS] se forman a partir de CO2 y FeS / H2S, o de CO y H2 en presencia de NiS.

### Reacciones sintéticas
La reacción de monóxido de carbono (CO), sulfuro de hidrógeno (H2 S) y metanotiol CH3 SH en presencia de sulfuro de níquel y sulfuro de hierro genera el metil tioéster de ácido acético [CH3 -CO-SCH3] y presumiblemente ácido tioacético (CH3 -CO-SH) como los análogos de ácido acético activados más simples de acetil-CoA. Estos derivados de ácido acético activados sirven como materiales de partida para las siguientes etapas de síntesis exergónica. También sirven para el acoplamiento energético con reacciones endergónicas, en particular la formación de compuestos fosfoanhídridos. Sin embargo, Huber y Wächtershäuser informaron rendimientos bajos de acetato de 0,5% basados en la entrada de CH3 SH (metanotiol) (8 mM) en presencia de 350 mM CO. Esto es aproximadamente 500 veces y 3700 veces el más alto Concentraciones de CH3 SH y CO medidas respectivamente hasta la fecha en un fluido de ventilación hidrotermal natural.
La reacción de hidróxido de níquel con cianuro de hidrógeno (HCN) (en presencia o ausencia de hidróxido ferroso, sulfuro de hidrógeno o metilmercaptano) genera cianuro de níquel, que reacciona con monóxido de carbono (CO) para generar pares de α-hidroxi y α-aminoácidos: por ejemplo, glicolato / glicina, lactato / alanina, glicerato / serina; así como ácido pirúvico en cantidades significativas. El ácido pirúvico también se forma a alta presión y alta temperatura a partir de CO, H2O, FeS en presencia de nonil mercaptano. La reacción del ácido pirúvico u otros α-cetoácidos con amoníaco en presencia de hidróxido de hierro o en presencia de sulfuro de hierro y sulfuro de hidrógeno genera alanina u otros α-aminoácidos. La reacción de α-aminoácidos en solución acuosa con COS o con CO y H2S genera un ciclo de péptidos en el que se forman dipéptidos, tripéptidos, etc. y posteriormente se degradan a través de restos de hidantoína N-terminal y urea N-terminal y posterior escisión de la unidad de aminoácido N-terminal.
Un mecanismo de reacción propuesto para la reducción de CO2 en FeS: Ying et al. (2007) han demostrado que la transformación directa de mackinawita (FeS) para pirita (FeS2) en la reacción con H 2 S hasta 300 °C no es posible sin la presencia de cantidad crítica de oxidante. En ausencia de oxidante, el FeS reacciona con H2S hasta 300 °C para dar pirrotita. Farid y col. demostraron experimentalmente que la mackinawita (FeS) tiene la capacidad de reducir el CO2 a CO a temperaturas superiores a 300 °C. Informaron que la superficie del FeS se oxida, que al reaccionar con H2S da pirita (FeS2). Se espera que el CO reaccione con H2O en el experimento Drobner para dar H2.

## Evolución temprana
La evolución temprana se define como comenzando con el origen de la vida y terminando con el último antepasado común universal (LUCA). Según la teoría del mundo hierro-azufre, cubre una coevolución de la organización celular (celularización), la maquinaria genética y la enzimatización del metabolismo.

### Origen de las biomoléculas
Patel (2016) tras un experimento sugirió que los lípidos, péptidos (precursores de las proteínas) y el pre-ARN (ácido nucleico precursor del ARN y este último del ADN) se derivaron de un protometabolismo de cianuro de hidrógeno al demostrarse que los precursores de sus componentes; los nucleótidos, aminoácidos y lípidos pueden derivarse todos de la homologación reductora del cianuro de hidrógeno y algunos de sus derivados y, por tanto, todos los subsistemas celulares podrían haber surgido simultáneamente a través de la química común. Los pasos clave de la reacción son impulsados por luz ultravioleta, usan sulfuro de hidrógeno como reductor y pueden acelerarse mediante ciclos fotorredox Cu (I) -Cu (II).

### Celularización
La celularización se produce en varias etapas. Comienza con la formación de lípidos primitivos (por ejemplo, ácidos grasos o ácidos isoprenoides) en el metabolismo de la superficie. Estos lípidos se acumulan sobre o en la base mineral. Esto lipofiliza las superficies externas o internas de la base mineral, lo que promueve reacciones de condensación sobre reacciones hidrolíticas al disminuir la actividad del agua y los protones.
En la siguiente etapa se forman las membranas lipídicas. Mientras todavía están anclados a la base mineral, forman una semicélula limitada en parte por la base mineral y en parte por la membrana. Una mayor evolución de lípidos conduce a membranas lipídicas autosuficientes y células cerradas. Las primeras células cerradas son las precélulas (sensu Kandler) porque permiten el intercambio frecuente de material genético (por ejemplo, mediante fusiones). Según Carl Woese, este intercambio frecuente de material genético es la causa de la existencia del tallo común en el árbol de la vida y de una evolución temprana muy rápida.

### Sistemas
William Martin y Michael Russell sugieren que las primeras formas de vida celular pueden haber evolucionado dentro de respiraderos hidrotermales alcalinos en las zonas de expansión del fondo marino en las profundidades del mar. Estas estructuras consisten en cavernas de microescala que están cubiertas por paredes delgadas de membranas de sulfuro metálico. Por lo tanto, estas estructuras resolverían varios puntos críticos relacionados con las sugerencias de Wächtershäuser a la vez:
- las microcavernas proporcionan un medio para concentrar moléculas recién sintetizadas, aumentando así la posibilidad de formar oligómeros;
- los pronunciados gradientes de temperatura dentro del respiradero hidrotermal permiten establecer "zonas óptimas" de reacciones parciales en diferentes regiones del respiradero (por ejemplo, síntesis de monómeros en las partes más calientes, oligomerización en las partes más frías);
- el flujo de agua hidrotermal a través de la estructura proporciona una fuente constante de componentes básicos y energía (desequilibrio químico entre el hidrógeno hidrotermal y el dióxido de carbono marino);
- el modelo permite una sucesión de diferentes pasos de la evolución celular (química prebiótica, síntesis de monómeros y oligómeros, síntesis de péptidos y proteínas, el mundo de ARN, ensamblaje de ribonucleoproteínas y el mundo de ADN) en una sola estructura, facilitando el intercambio entre todas las etapas del desarrollo;
- La síntesis de lípidos como medio de "cerrar" las células contra el medio ambiente no es necesaria hasta que básicamente se desarrollan todas las funciones celulares.

En un mundo abiótico, una termoclina de temperaturas y una quimioclina en concentración se asocian con la síntesis prebiótica de moléculas orgánicas, más calientes en las proximidades del respiradero químicamente rico, más frías pero también menos ricas químicamente a mayores distancias. La migración de compuestos sintetizados desde áreas de alta concentración a áreas de baja concentración da una direccionalidad que proporciona fuente y sumidero de manera autoorganizada, lo que permite un proceso proto-metabólico mediante el cual la producción de ácido acético y su eventual oxidación pueden organizarse espacialmente.
De esta manera, muchas de las reacciones individuales que se encuentran hoy en día en el metabolismo central podrían haber ocurrido inicialmente independientemente de cualquier membrana celular en desarrollo. Cada microcompartimento de ventilación es funcionalmente equivalente a una sola célula. A continuación, se seleccionan las comunidades químicas que tienen una mayor integridad estructural y resistencia a condiciones extremadamente fluctuantes; su éxito conduciría a zonas locales de agotamiento de importantes precursores químicos. La incorporación progresiva de estos componentes precursores dentro de una membrana celular aumentaría gradualmente la complejidad metabólica dentro de la membrana celular, al tiempo que conduciría a una mayor simplicidad ambiental en el entorno externo. En principio, esto podría conducir al desarrollo de conjuntos catalíticos complejos capaces deauto-mantenimiento.
Russell agrega un factor significativo a estas ideas, al señalar que la mackinawita semipermeable (un mineral de sulfuro de hierro) y las membranas de silicato podrían desarrollarse naturalmente bajo estas condiciones y unir reacciones electroquímicamente separadas en el espacio, si no en el tiempo.
William Martin sugiere que el "último antepasado común universal" (LUCA) se originó en un respiradero hidrotermal submarino cálido, dentro de un sistema hidrotermal formado por compartimentos contiguos de sulfuro de hierro (FeS), poblaciones de macromoléculas de ARN y proteínas similares a virus, que eventualmente codificaron una o unas pocas proteínas cada una, se convirtieron en agentes tanto de variación como de selección. La selección darwiniana inicial fue para la autorreplicación molecular. La clasificación combinatoria de elementos genéticos entre compartimentos habría dado como resultado la proliferación preferida y la selección de conjuntos moleculares cada vez más complejos, los contenidos de los compartimentos que lograron ventajas de replicación. Los primeros sistemas de replicación del ADN, de naturaleza similar a un virus, habrían almacenado información en compartimentos que ofrecían condiciones hospitalarias. En tales compartimentos, los elementos de ADN se habrían convertido en sumideros que acrecientan otros elementos genéticos, tal vez, incluido el super operón ribosómico, a través de la transcripción inversa de moléculas de ADN en crecimiento. La aglomeración de las numerosas proteínas y cofactores requeridos para la formación de lípidos y membranas semipermeables (y el número aún mayor de proteínas subordinadas necesarias para proporcionar aminoácidos, coenzimas y otros metabolitos de manera eficiente) era alcanzable para la aparición de los grandes genomas de ADN. De acuerdo con esta propuesta los primeros organismos fueron quimioautótrofos cuyo metabolismo se centró en reacciones de formación de tioéster similares a la vía moderna acetil-CoA (Wood-Ljungdahl).
Este modelo ubica al "último antepasado común universal" dentro de los confines físicos formados inorgánicamente de un respiradero hidrotermal alcalino, en lugar de asumir la existencia de una forma de vida libre de LUCA. El último paso evolutivo en el camino hacia las células auténticas de vida libre sería la síntesis de una membrana lipídica que finalmente permita a los organismos abandonar el sistema de microcavernas del respiradero. Esta adquisición tardía postulada de la biosíntesis de lípidos dirigida por péptidos codificados genéticamente es consistente con la presencia de tipos completamente diferentes de lípidos de membrana en arqueas y bacterias (más eucariotas). El tipo de ventilación en el primer plano de su sugerencia es químicamente más similar a los respiraderos cálidos (ca. 100 °C) fuera de la cresta como Lost City que a los respiraderos de tipo fumador negro más familiares (ca. 350 °C).

## Coevolución con el mundo de ARN (mundo de ARN-péptido)
Una creciente comprensión de los fallos de los modelos que consideran puramente la teoría del mundo de hierro-azufre o la hipótesis del mundo de ARN ha llevado a un modelo que incorpora aspectos de ambos. Concretamente, y basándose en la implausibilidad logística de estos modelos, Robert Griffith ha establecido un modelo de cooperación entre el ARN, los primitivos péptidos y lípidos cuya secuencia sería como sigue: la materia orgánica generada mediante síntesis abiótica en los océanos primitivos se separaría en fases por densidad y solubilidad. La síntesis de monómeros complejos y también de polímeros tendría lugar en superficies hidrofílicas y en sus proximidades (interfases) tanto con el medio acuoso como aéreo. La replicación y la traducción encontrarían su lugar idóneo en la interfase de elementos emulsificados de carácter hidrofóbico. Los primeros ácidos nucleicos codificarían preferentemente arginina. Estos péptidos enriquecidos en arginina servirían para secuestrar y transferir enlaces de fosfato ricos en energía. Esto haría que los péptidos fueran esenciales para el mantenimiento de los ácidos nucleicos, ricos en fosfato, y al mismo tiempo los mantendrían cerca de las interfases lipídicas. Se ha afirmado que la teoría del mundo de hierro-azufre y la hipótesis del mundo del ARN no son mutuamente excluyentes, ya que los procesos celulares modernos involucran tanto metabolitos como moléculas genéticas.
Esta hipótesis se llama coevolución de ARN-péptido, o el mundo de ARN-péptido, y ofrece una posible explicación para la rápida evolución de la replicación de alta calidad en el ARN (dado que las proteínas son catalizadores), con la desventaja de tener que postular la formación coincidente de dos moléculas complejas, una enzima (a partir de péptidos) y un ARN (de nucleótidos). Un proyecto de investigación completado en marzo de 2015 descubrió que una red de reacciones que comienzan con cianuro de hidrógeno y sulfuro de hidrógeno, en corrientes de agua irradiadas con luz ultravioleta, podrían producir los componentes químicos del ARN junto con los de las proteínas y lípidos. Los investigadores utilizaron el término "cianosulfídico" para describir esta red de reacciones. En noviembre de 2017, un equipo del Instituto de Investigación Scripps identificó reacciones que involucraban al compuesto diamidofosfato que podrían haber vinculado los componentes químicos en cadenas cortas de péptidos y lípidos, así como cadenas cortas de nucleótidos similares al ARN.

## Evidencia más antigua del origen de la vida en ambientes sulfurosos
En 2016 Matthew Dodd y colaboradores realizaron un estudio titulado Evidencia de vida primitiva en las fuentes hidrotermales más antiguas de la Tierra, enfocado en los depósitos relacionados con fuentes hidrotermales del Cinturón de Nuvvuagittuq en Quebec, Canadá. En dicho estudio proponen que los depósitos estudiados contienen restos de organismos microscópicos. Los investigadores interpretaron que las estructuras de hematita encontradas en el Cinturón de Nuvvuagittuq fueron producto de la mineralización llevada a cabo por bacterias y filamentos extra celulares, que posteriormente fueron depositadas y recubiertas por hierro o sílice. Este cinturón está compuesto por rocas basálticas y algunas de las unidades sedimentarias más antiguas que incluyen hierro y jaspe. En la corteza oceánica actual se encuentran estructuras filamentosas y tubulares compuestas de óxido férrico (hematita). Los autores establecen una relación entre fuentes hidrotermales modernas, que albergan comunidades de bacterias capaces de oxidar hierro para producir su energía, con las fuentes más primitivas. Las bacterias actuales producen estructuras tubulares distintivas, similares a los ejemplos fósiles.
De ser así, estas fuentes pudieron proveer un hábitat para las formas de vida más primitivas de la Tierra.